# UAE Tour
Lo UAE Tour è una corsa a tappe di ciclismo su strada maschile che si svolge negli Emirati Arabi Uniti ogni anno nel mese di febbraio. Fa parte del circuito UCI World Tour. È nato dalla fusione del Dubai Tour con l'Abu Dhabi Tour.
È organizzato dalla RCS Sport, che si occupa anche di altri eventi del calendario UCI World Tour come il Giro d'Italia, la Tirreno-Adriatico, la Milano-Sanremo e il Giro di Lombardia.

## Albo d'oro
Aggiornato all'edizione 2025.
| Anno | Vincitore           | Secondo            | Terzo           |
| ---- | ------------------- | ------------------ | --------------- |
| 2019 | Primož Roglič       | Alejandro Valverde | David Gaudu     |
| 2020 | Adam Yates          | Tadej Pogačar      | Aleksej Lucenko |
| 2021 | Tadej Pogačar       | Adam Yates         | João Almeida    |
| 2022 | Tadej Pogačar       | Adam Yates         | Pello Bilbao    |
| 2023 | Remco Evenepoel     | Luke Plapp         | Adam Yates      |
| 2024 | Lennert Van Eetvelt | Ben O'Connor       | Pello Bilbao    |
| 2025 | Tadej Pogačar       | Giulio Ciccone     | Pello Bilbao    |